# 流氷ノロッコ号
流氷ノロッコ号（りゅうひょうノロッコごう）は、かつて北海道旅客鉄道（JR北海道）が釧網線網走駅 - 知床斜里駅間にて運行していたトロッコ列車（臨時列車）ノロッコ号の内の一つである。
本項では同区間で現在運行されている流氷物語号や、かつて同区間で運行されたその他の臨時列車についても触れる。

## 概要
厳冬期にオホーツク海沿岸まで押し寄せる流氷展望と「しばれ体験」を目的に、通常より速度を遅く設定して運行される観光列車である。運行開始時は「しばれ体験」に重点が置かれ、当時の一部車両は窓と暖房がなく、毛布が用意されていた。
「ノロッコ」の名称は、速度が遅い（のろい）とトロッコを合わせた造語である。当初は設定期間内の週末や祝日を中心に運行されていた。
2015年（平成27年）11月、牽引するディーゼル機関車が老朽化し必要な数の確保が難しいこと、維持費もかかり赤字となっていることにより、同年度冬期で廃止することが報道された。
しかし、観光への影響を懸念する地元から存続の強い要望があり、機関車で客車を引く方式での運行を2016年（平成28年）2月28日を最後に終了するものの、来季以降は一般形気動車を使っての運行継続を検討するとし、2017年（平成29年）よりキハ54形の専用ラッピング車2両による「流氷物語号」が運行されている。

## 沿革
- 1990年（平成2年）2月10日 - 「オホーツク流氷ノロッコ号」運行開始。同年3月25日までのうち9日間設定[1]。当初の使用車両はスハフ42形客車（スハフ42 2245）、トラ70000形貨車（トラ71422）、ヨ3500形貨車（ヨ4350）であった。
- 1998年（平成10年） - 旧型車両による運行を終了[2]。
- 1999年（平成11年）2月6日 - 新型車両による運行を開始[2]。
- 月日不明 - 列車名を「流氷ノロッコ号」に変更。
- 2016年（平成28年）2月28日 - 「流氷ノロッコ号」運行終了[新聞 2][新聞 3]。

## 運行概況
1月下旬から3月上旬の流氷観光期に1日2往復運行していた。

### 停車駅
1号
- 網走駅 - 桂台駅 - 鱒浦駅 - 藻琴駅 - 北浜駅 - 浜小清水駅 - 止別駅 - 知床斜里駅
  - 網走 - 緑間の定期普通列車の知床斜里駅までを運休して設定していたため、冬期休業する原生花園駅を除く各駅に停車した。

2・3・4号
- 網走駅 - 北浜駅 - 浜小清水駅 - 止別駅 - 知床斜里駅
  - 北浜駅では10分前後の停車時間が設定されていた。止別駅は2012年（平成24年）より全列車停車開始した[3]。

### 使用車両
くしろ湿原ノロッコ号と同一車両を使用していた。
牽引機関車
- DE10形ディーゼル機関車（網走方に連結）

客車
- 50系客車改造の客車5両編成であった。編成内容は以下のとおり。網走方が1号車。

1号車 - オハ510-1
2号車 - オハテフ510-2
3号車 - オハテフ510-1
4号車 - オハテフ500-51
5号車 - オクハテ510-1
機関車の連結位置は網走方に固定され、知床斜里方の先頭車両（オクハテ510-1）最前部には運転台が設けられていた。下り網走発知床斜里行き列車は、オクハテ510-1から最後尾の機関車を遠隔制御して推進運転を行うプッシュプル列車であった。

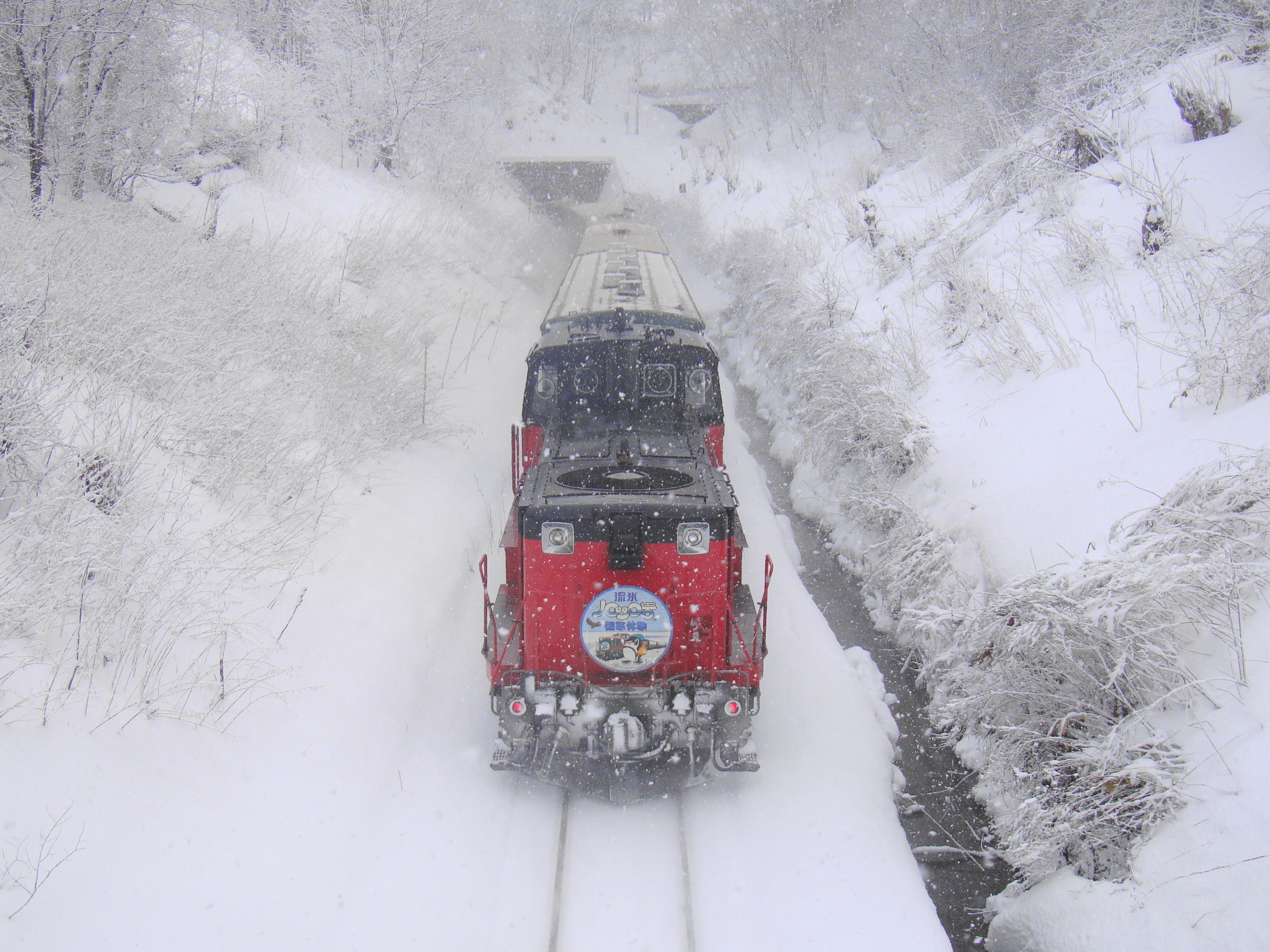
整備時等に連結されたDE15形
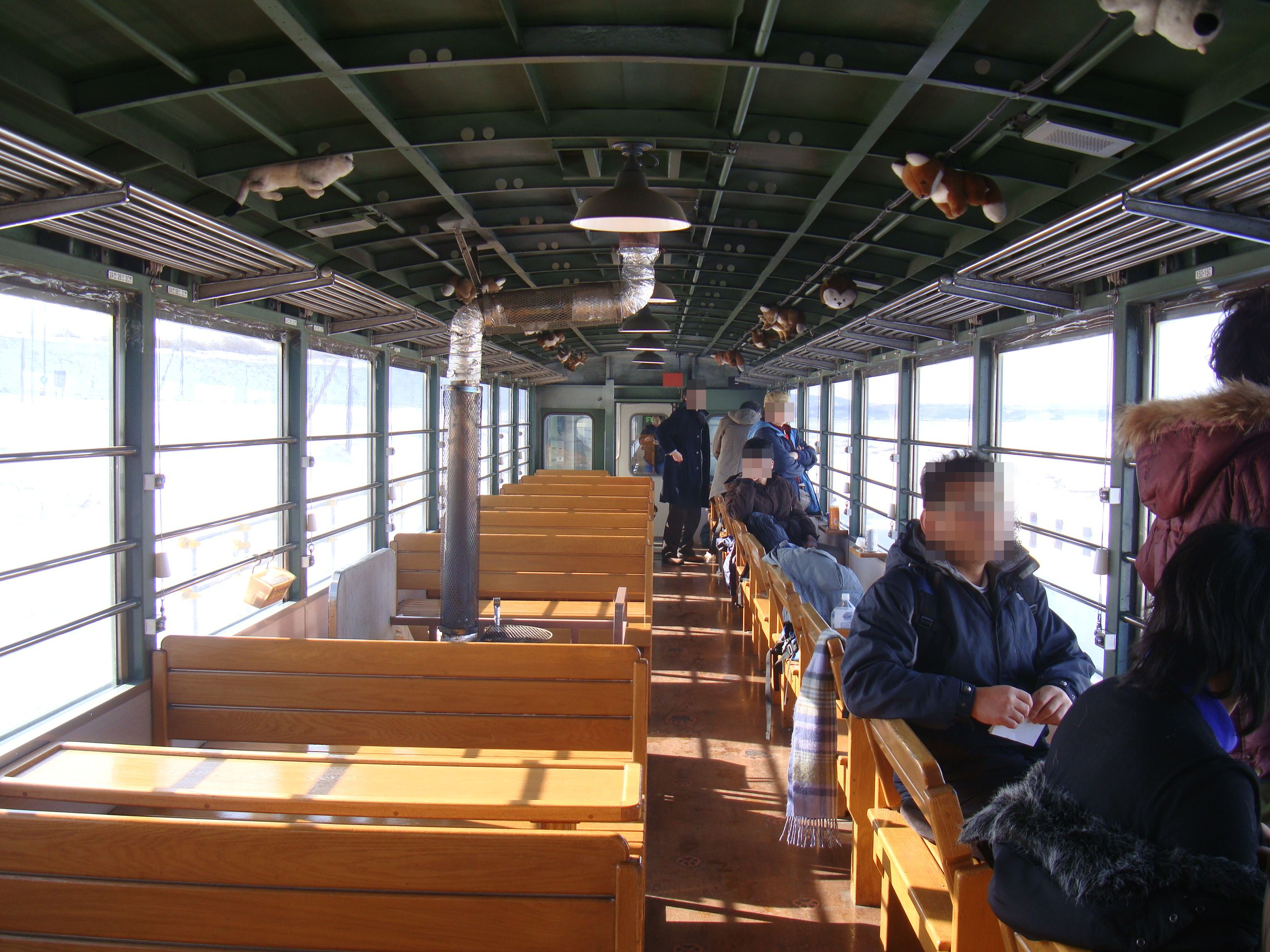
車内の様子

### 担当車掌区

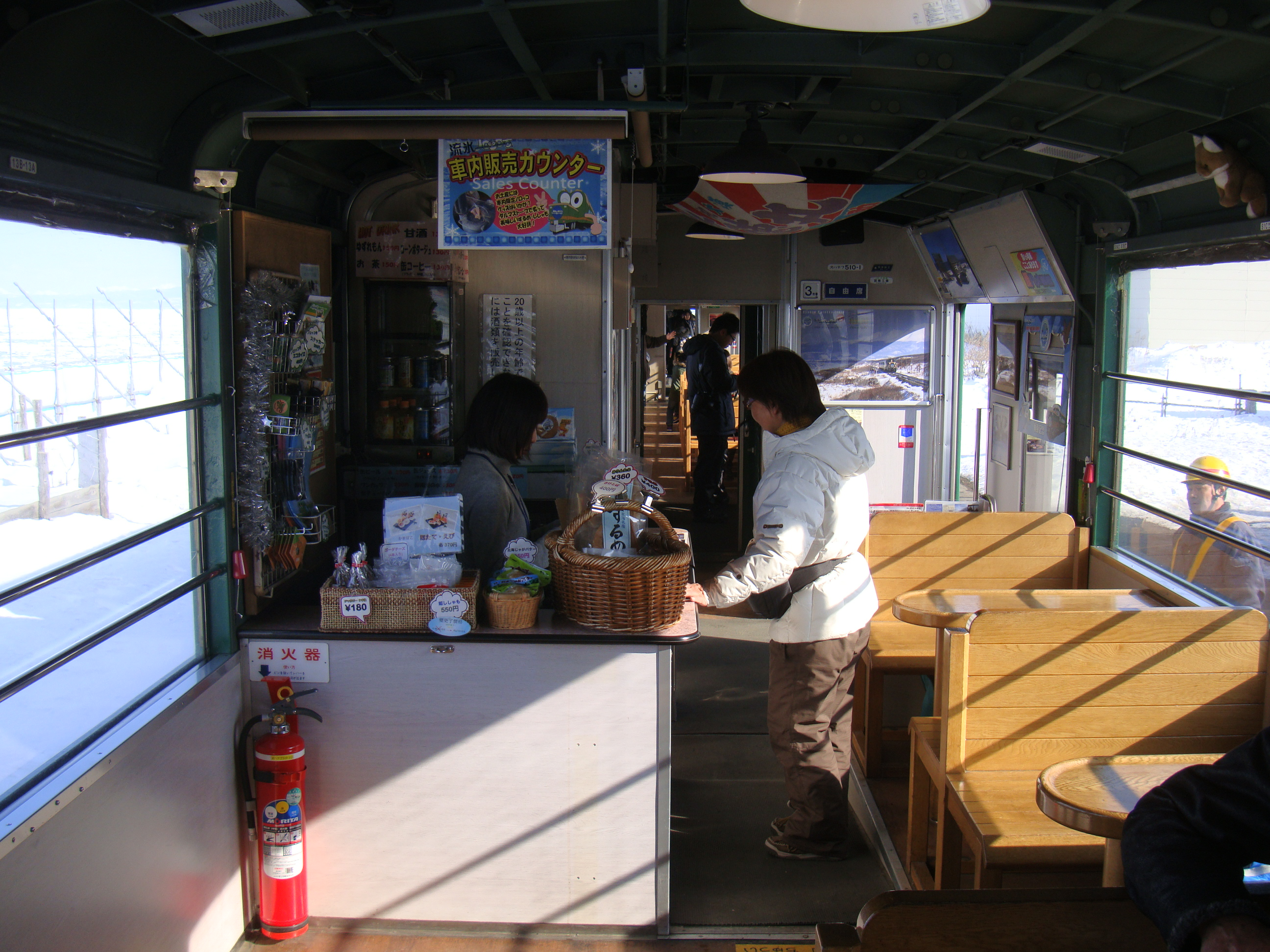
車内販売カウンター

- 釧路運輸車両所

### 車内サービス
3号車にあるカウンターにおいて乗車記念品や弁当、土産品の車内販売を行っている。そのため、ワゴンサービスは行っていなかった。
展望車には大きな窓に面したベンチ座席が設置され、オホーツク海を一望できるようになっていた。客車にはダルマストーブが設置され、車内の売店で売られているスルメを自分で焼いて食べることもできた。

## ギャラリー

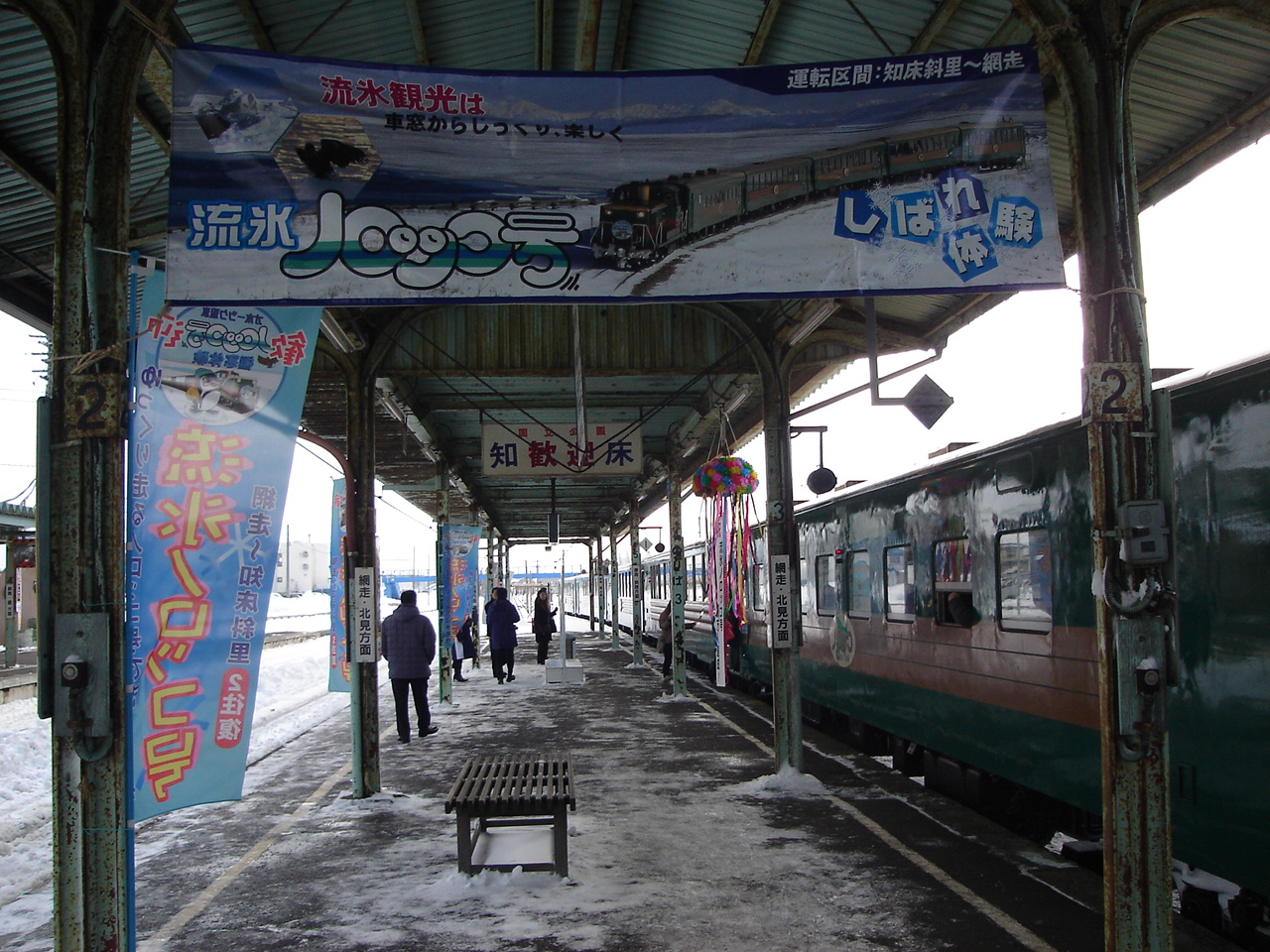
知床斜里駅停車中
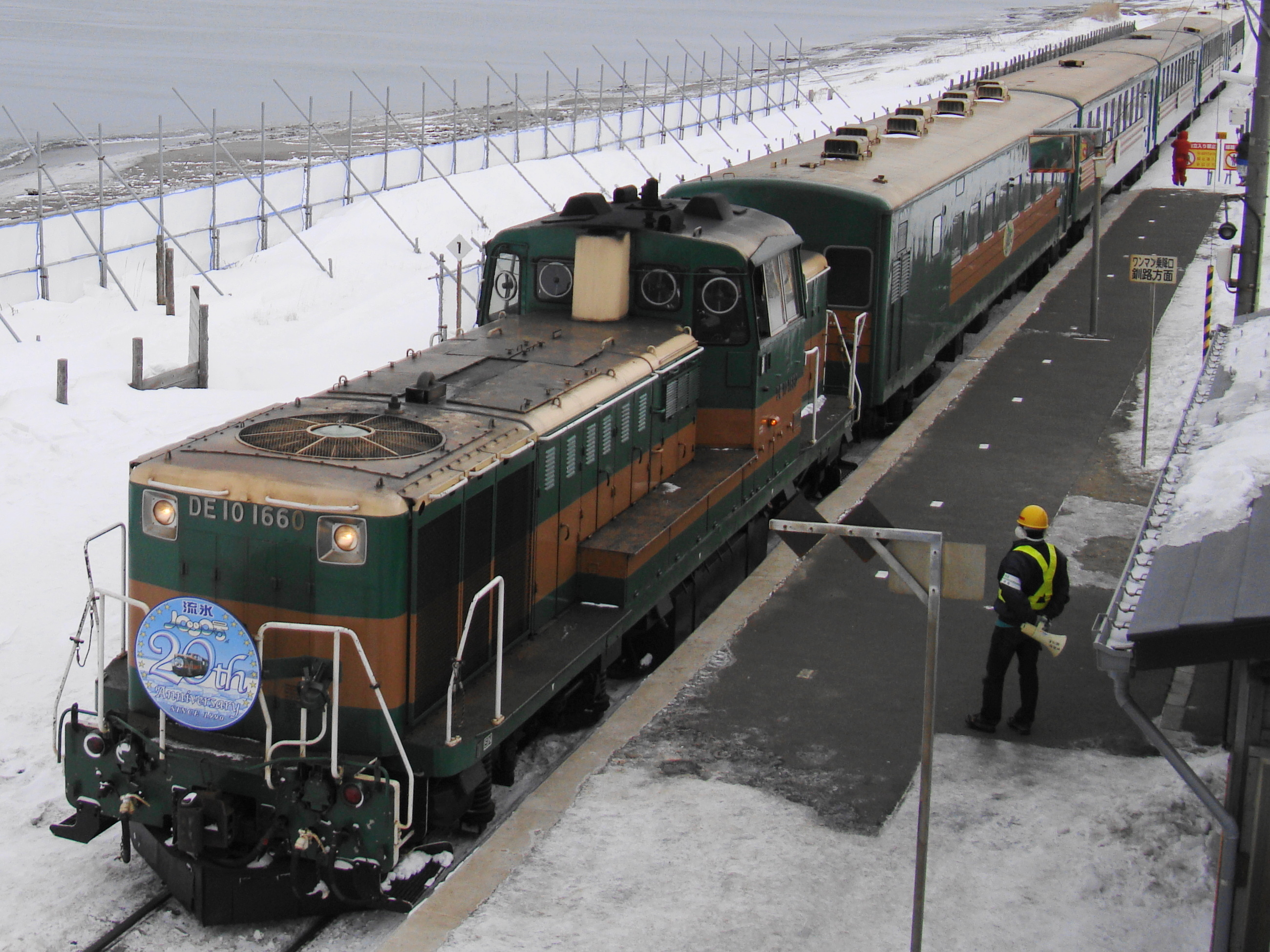
2010年のヘッドマークは運行開始20周年記念
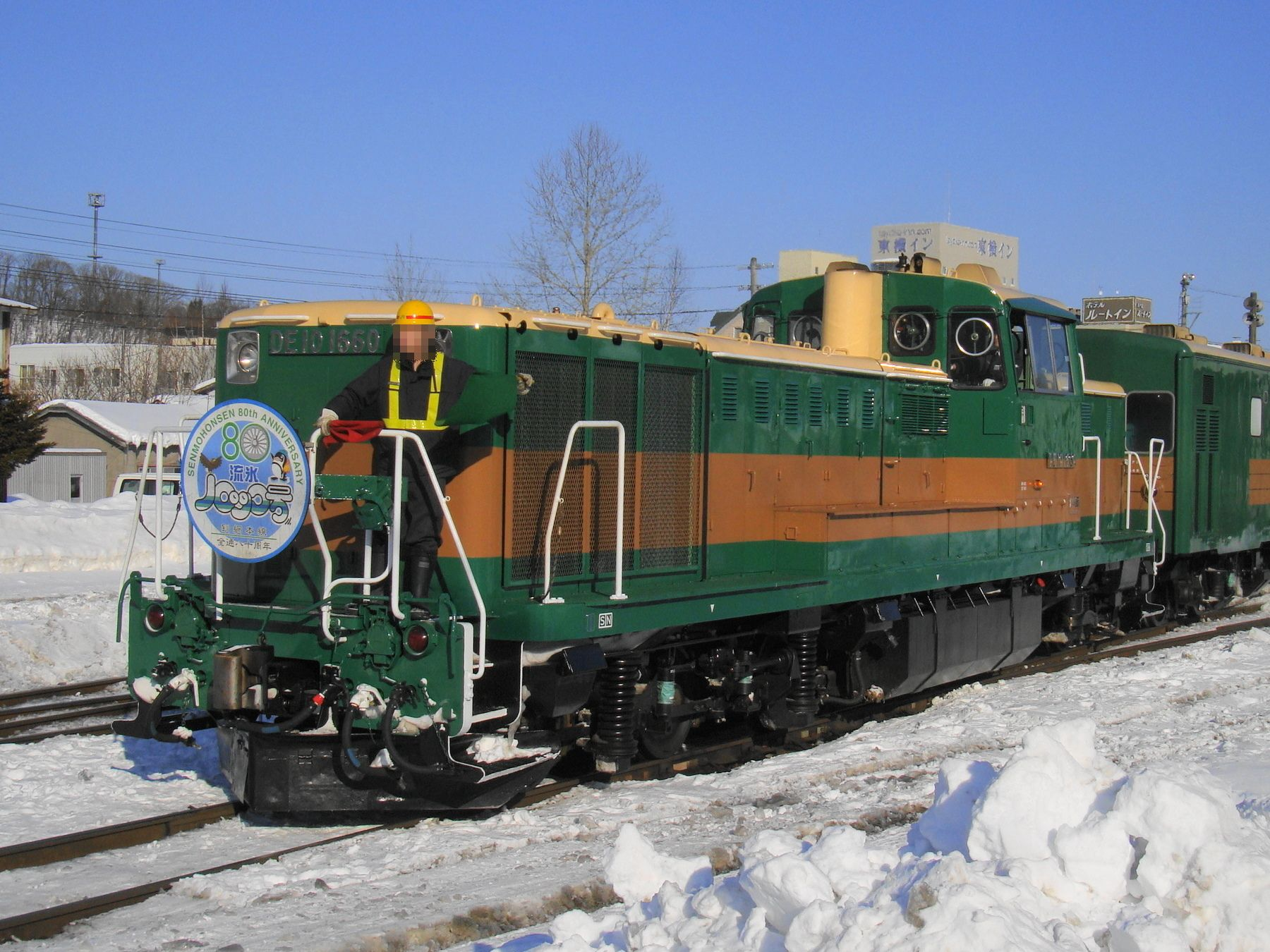
2012年のヘッドマークは釧網本線全通80周年記念

## 同区間で運行されたその他の臨時列車

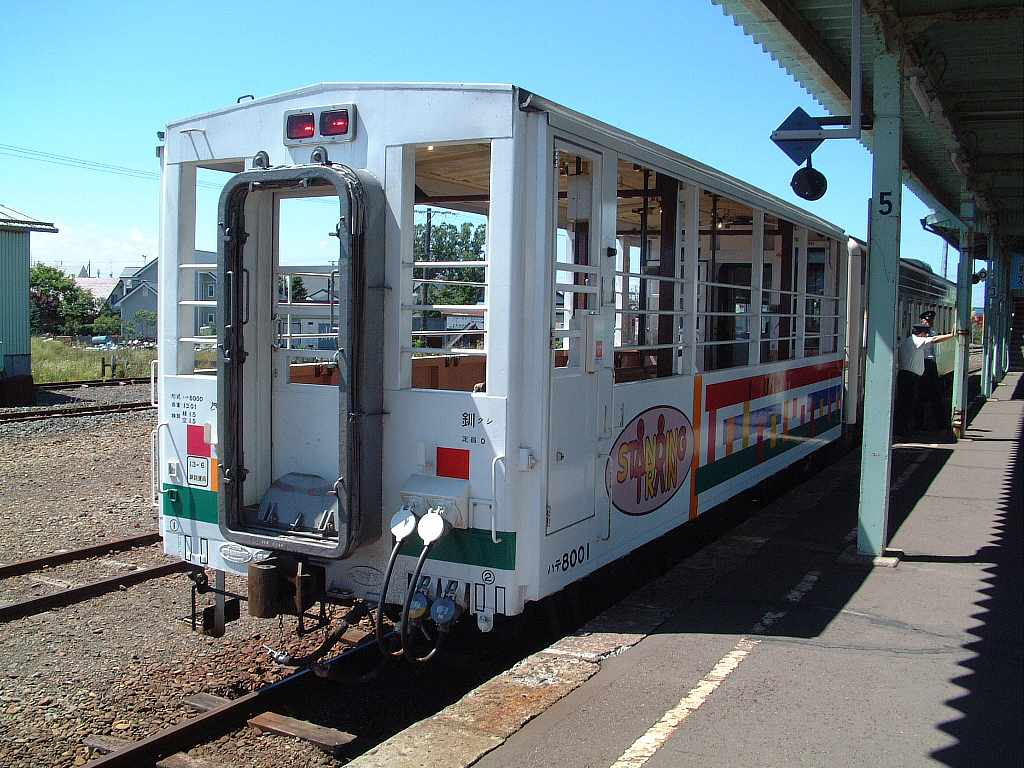
原生花園スタンディングトレイン ハテ8001（2001年）

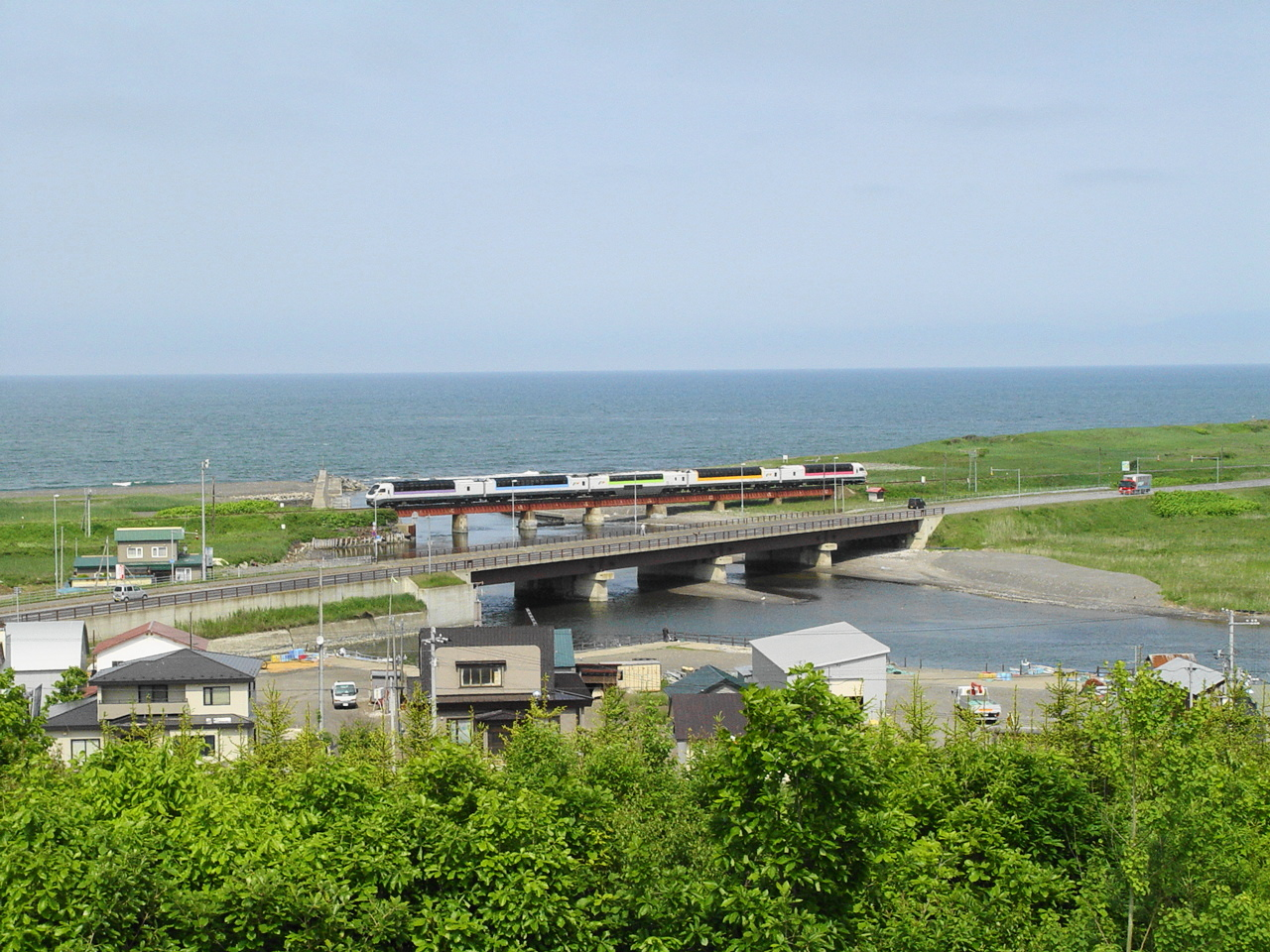
はなたび知床エクスプレス（2008年）

いずれの列車も春から夏にかけてに設定された。

### 原生花園ノロッコ号
オホーツク流氷ノロッコ号と同じ車両を使用し、1991年（平成3年）に運行開始されたノロッコ号の内の一つ。1994年（平成6年）の運行を最後に設定されていない。同年時点では、6月12 - 26日の毎日、午前に斜里発網走行きを、午後に網走発斜里行きを、それぞれ1本運行するダイヤであった。停車駅は以下のとおり。
網走駅 - 北浜駅 - 原生花園駅 - 浜小清水駅 - 斜里駅

### 原生花園スタンディングトレイン
キハ54形500番台気動車に専用客車を連結。2000年（平成12年）に運行を開始し、翌2001年（平成13年）にはスタンディングトレイン専用車両として、レストバーが設けられているのみで座席はないハテ8000形が用意された。2003年（平成15年）の運行を最後に設定されていない。

### はなたび知床エクスプレス
ノースレインボーエクスプレス車両を使用し2006年（平成18年）に運行開始。往路は札幌発知床斜里行き、復路は網走発札幌行きで設定され、釧網線内は快速列車として運行された。2008年（平成20年）の運行を最後に設定されていない。

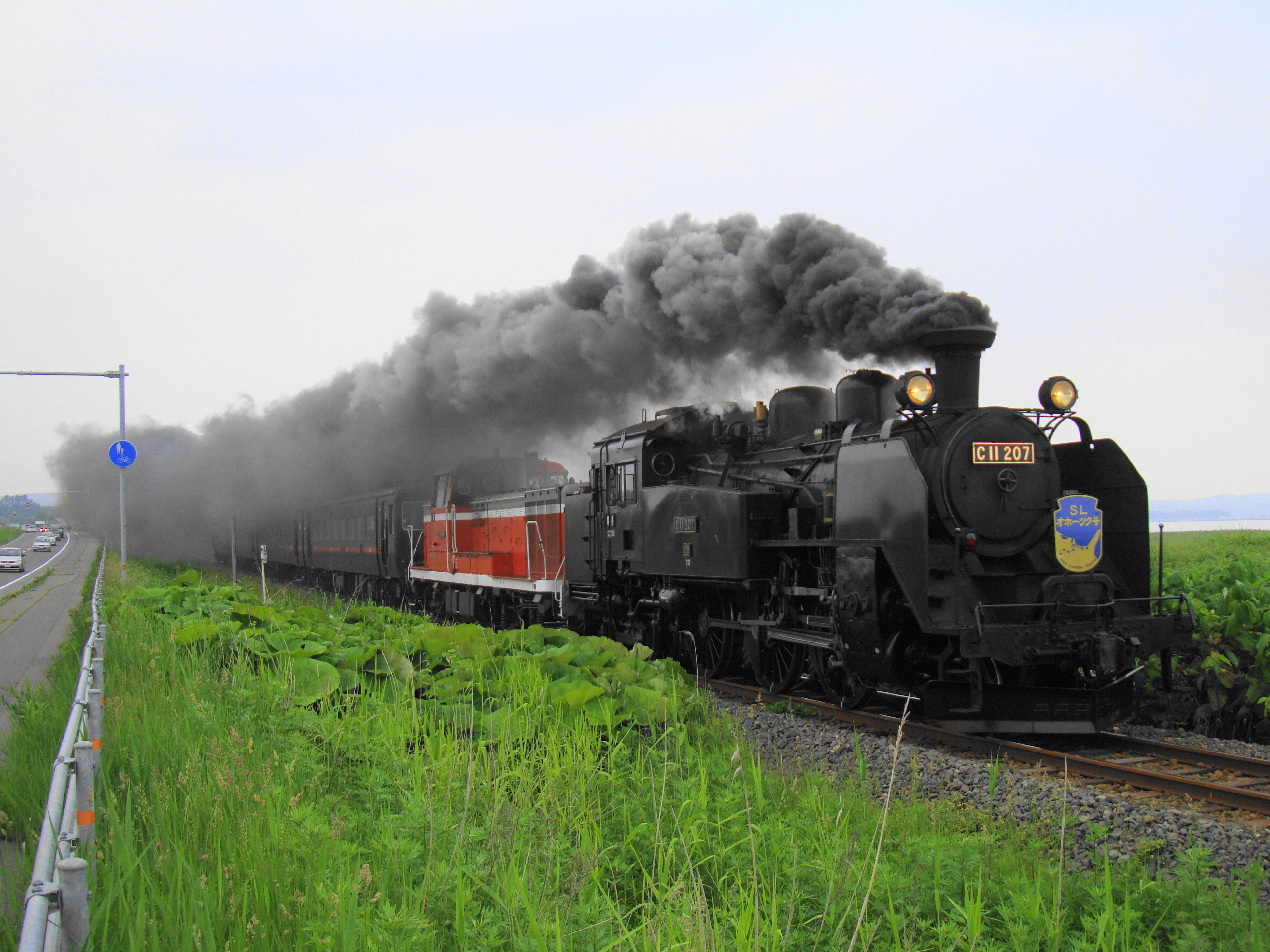
SLオホーツク号の試運転列車（2011年）

### SLオホーツク号
2011年（平成23年）から2013年（平成25年）にかけて石北線北見駅 - 網走駅 - 知床斜里駅間で運行された蒸気機関車 (SL) 牽引による臨時列車。牽引機関車はC11 207、補助機関車はDE15形、客車は14系4両が使用された。いずれも6月または7月の2日間のみ運行された。初年度はSLが知床斜里方を向いていたが、翌年からは北見方を向くようになった。毎年この2日間は「オホーツクSLフェスタ」と名付けられ、網走駅前ではイベントも開催されるなど人気の列車であったが、2014年（平成26年）は他の地域で蒸気機関車を運行し、整備に時間がかかるとして運行を取りやめた。そのため、2013年6月23日の運行を最後に設定されていない。停車駅は以下のとおり。
- 北見駅 - 美幌駅 - 女満別駅 - 網走駅 - 北浜駅 - 原生花園駅 - 浜小清水駅 - 知床斜里駅

## 流氷物語号
2017年（平成29年）1月28日に運行を開始した、釧網線網走駅 - 知床斜里駅間にて運行する臨時列車（普通列車）である。2020年（令和2年）からはキハ40形「北海道の恵み」シリーズ2両で運行されている。
2016年（平成28年）2月28日の流氷ノロッコ号の運行終了に伴う観光への影響を懸念する地元から、観光列車存続の強い要望があり、JR北海道は2017年以降の観光列車運行継続を検討した。その結果、普通列車用の気動車で観光列車を運行することとなり、オホーツク総合振興局・網走市・斜里町・小清水町との共同企画で運行されている。毎年2月上旬から3月上旬にかけて運行される。列車の名称は、冬のオホーツクの雄大な景色から「物語」を感じてほしいという思いから名付けられた。

### 沿革
- 2017年（平成29年）1月28日 - 同年2月28日までの間、知床斜里駅 - 網走駅間で「流氷物語号」運行開始[JR 5]。
- 2018年（平成30年） - 同年から、全列車が止別駅を通過。知床斜里駅を起点として網走駅までを往復する運用から、網走駅を起点とする運用に変更[JR 3]。
- 2019年（平成31年） - 車内に簡易荷物置き場を設置[JR 6]。
- 2021年（令和3年） - 同年からキハ40形「北海道の恵み」シリーズ2両を使用。またゲーム作品『北海道連鎖殺人 オホーツクに消ゆ』とのコラボ企画が実施される[JR 7]。
- 2022年（令和4年）
  - 1号車の一部が指定席となる[15]。
  - 2月4日 - 2月10日：車両運用上の都合により、1号・2号の使用車両をキハ40形一般形車両1両に変更[16]。

### 運行概況
2月上旬から3月上旬の流氷観光期に、1日2往復運行する。

#### 停車駅
2020年（令和2年）時点での停車駅は以下のとおり。
- 網走駅 - 北浜駅 - 浜小清水駅 - 知床斜里駅
  - 2017年のみ、全列車が止別駅にも停車した。

下り網走発知床斜里行き列車は北浜駅で、上り知床斜里発網走行き列車は浜小清水駅で長時間停車を行い、途中駅での観光に対応する。

#### 使用車両
2020年（令和2年）までの使用車両はキハ54形500番台気動車2両。原則として専用ラッピングを施した車両が使用された。各座席にはクリオネのデザインが入った特製ヘッドカバーが付いていた。しかし2020年（令和2年）10月に釧網本線内で、キハ54 508とタンクローリーの衝突事故が発生し、翌年から使用車両が変更されている。
キハ54形のラッピング車両は以下のとおり。「流氷物語号」運行期間外には定期列車で運用される。
- オホーツクブルー車両（キハ54 508） - オホーツク海をイメージした青で、オホーツクの自然や歴史を表す色でもある。知床連山やエゾスカシユリのイラストが白色で入る。2020年（令和2年）10月にタンクローリーとの衝突事故が発生した[18]。
- 白車両（キハ54 507） - 流氷をイメージした白で、流氷やクリオネのイラストがオホーツクブルーで入る。

2021年（令和3年）から使用を開始したキハ40形1700番台気動車「北海道の恵み」シリーズでは、以下の2両が使用されている。
- 道北 流氷の恵み（キハ40 1720）
- 道東 森の恵み（キハ40 1779）

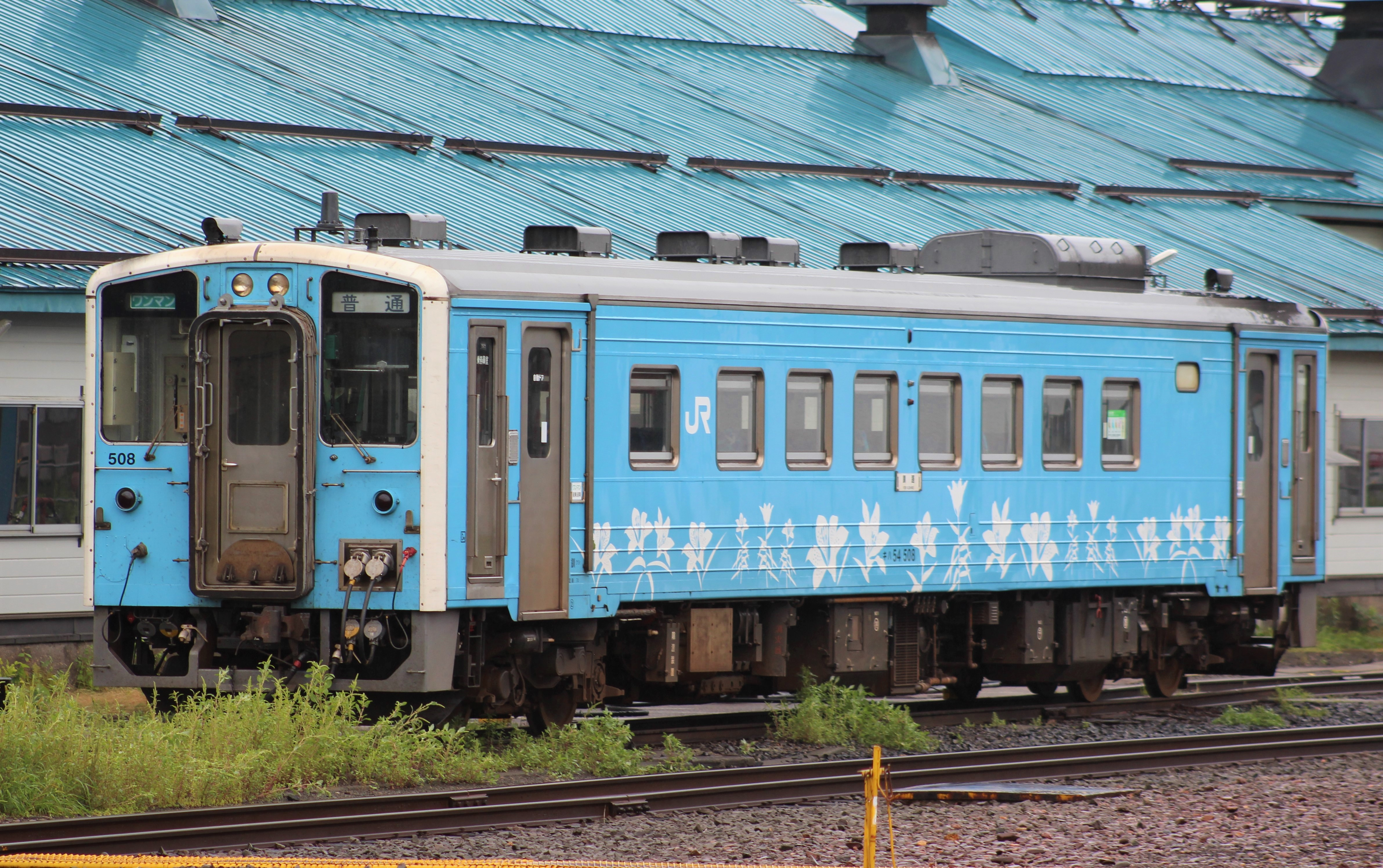
キハ54形 オホーツクブルー車両 (508)
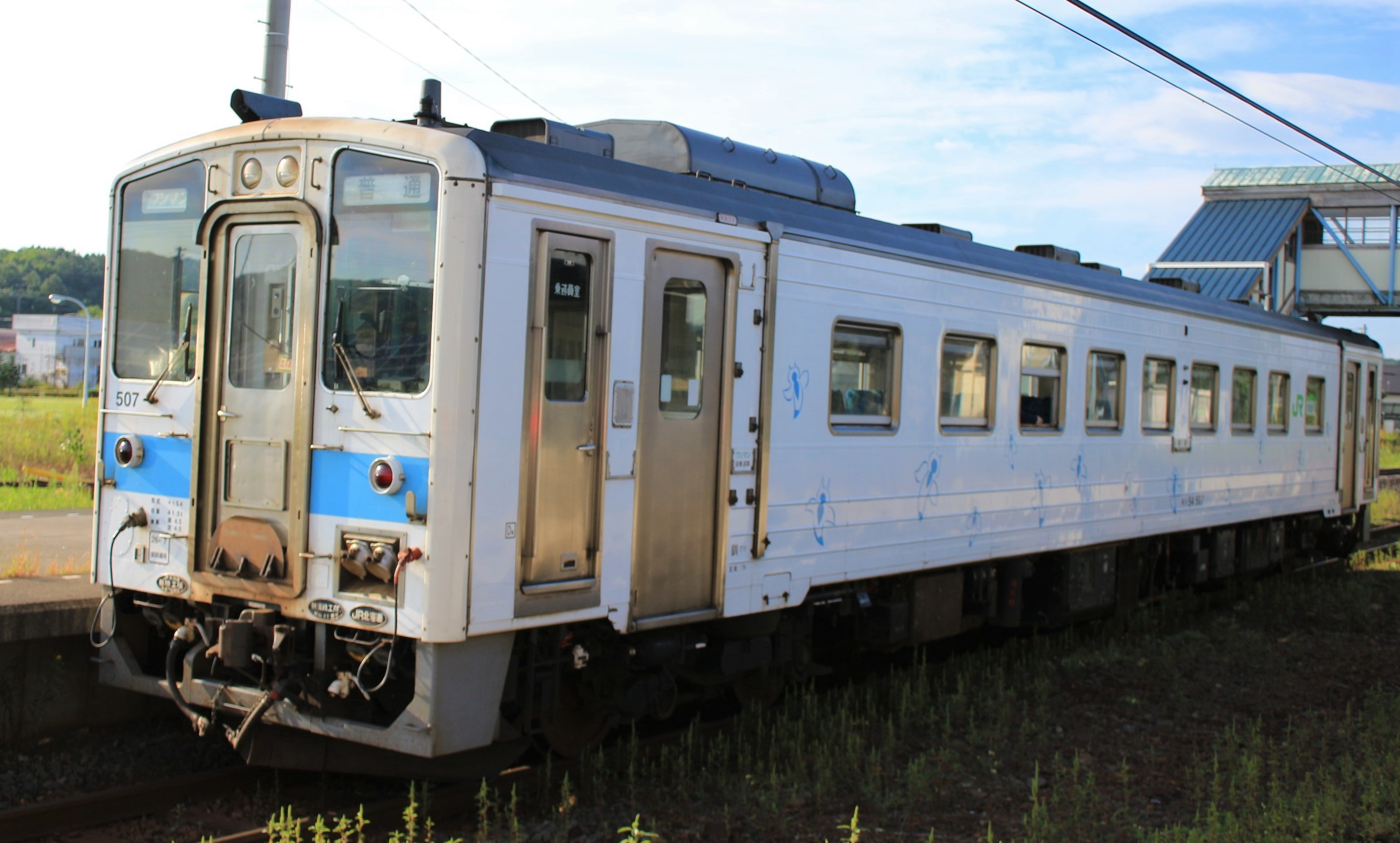
キハ54形 白車両 (507)
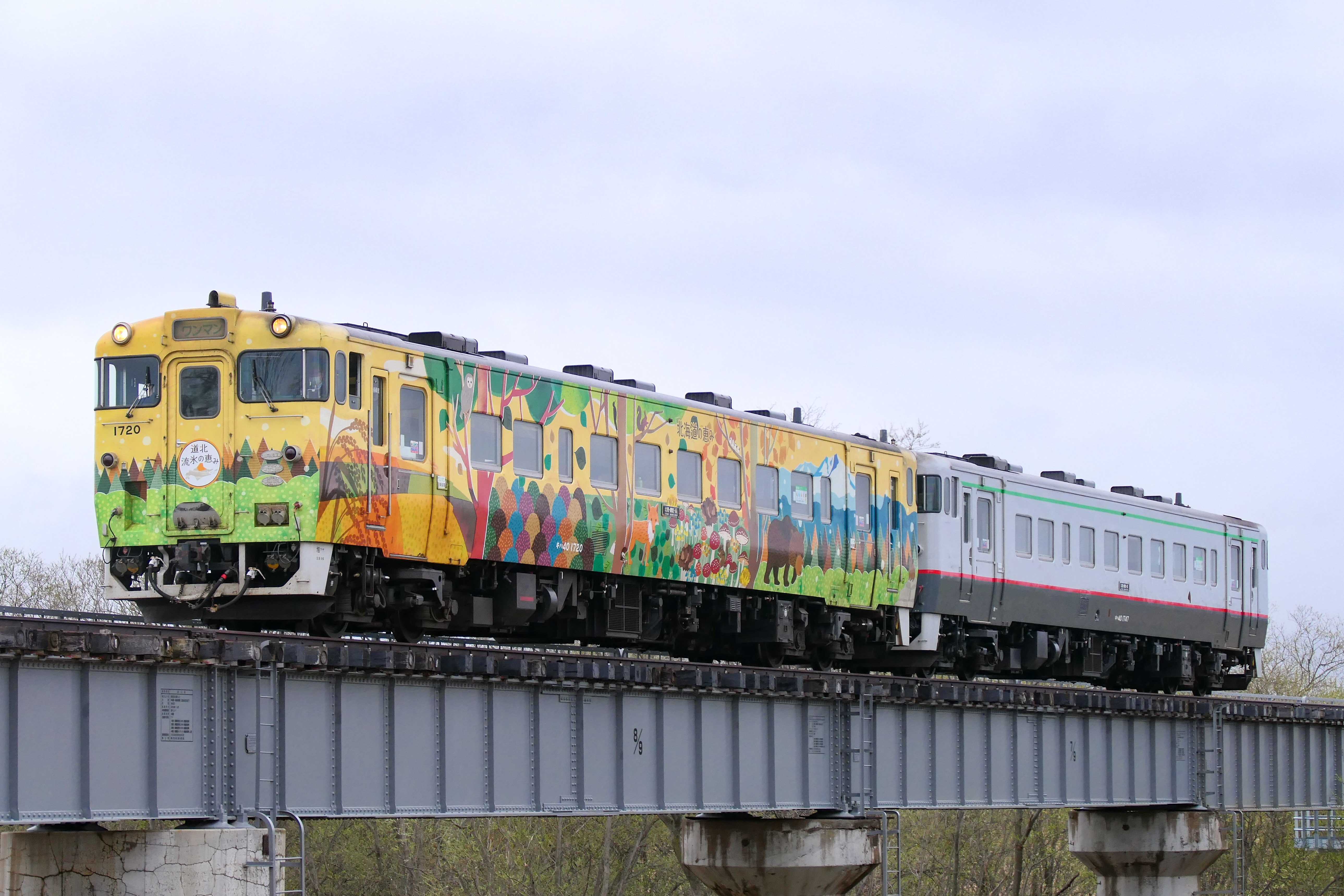
キハ40形「道北 流氷の恵み」車両（左）

#### 車内サービス
すべての列車において、車内で網走市観光ボランティアによる観光案内、車内販売が行われる。

## 利用状況

### 流氷ノロッコ号
JR北海道釧路支社によると、利用実績や運行実績は以下のとおりであった。
| 年度                   | 乗車人員 （1日平均） （単位：人） | 乗車人員 （計） （単位：人） | 運転日数 （単位：日） | 備考                                                                           | 出典      |
| ---------------------- | --------------------------------- | ---------------------------- | --------------------- | ------------------------------------------------------------------------------ | --------- |
| 2006年度（平成18年度） | 546                               | 25,100                       | 46                    |                                                                                | [ JR 9 ]  |
| 2007年度（平成19年度） | 553                               | 25,400                       | 46                    |                                                                                | [ JR 9 ]  |
| 2008年度（平成20年度） | 505                               | 18,700                       | 37                    | 流氷の接岸が前年度より遅れた影響により、乗車人員が前年度比減少                 | [ JR 9 ]  |
| 2009年度（平成21年度） | 527                               | 19,000                       | 36                    |                                                                                | [ JR 10 ] |
| 2010年度（平成22年度） | 538                               | 19,900                       | 37                    | 前年度までと比較して、流氷の接岸日数が長かった影響により、乗車人員が前年度増加 | [ JR 10 ] |
| 2011年度（平成23年度） | 499                               | 24,950                       | 50                    | 流氷の接岸が前年度より遅れた影響により、乗車人員が前年度比減少                 | [ JR 11 ] |
| 2012年度（平成24年度） | 600                               | 21,690                       | 36                    | 訪日客増加により、乗車人員が前年度増加                                         | [ JR 12 ] |
| 2013年度（平成25年度） | 570                               | 19,530                       | 34                    |                                                                                | [ JR 13 ] |
| 2014年度（平成26年度） | 628                               | 11,950                       | 19                    | 暴風雪の影響により、計画運転本数の約半分の運休が発生                           | [ JR 14 ] |
| 2015年度（平成27年度） | 602                               | 18,080                       | 30                    | 運転最終年度                                                                   | [ JR 15 ] |

### 流氷物語号
JR北海道釧路支社によると、近年の利用実績や運行実績は以下のとおりである。
| 年度                   | 乗車人員 （1日平均） （単位：人） | 乗車人員 （計） （単位：人） | 運転日数 （単位：日） | 備考                                             | 出典      |
| ---------------------- | --------------------------------- | ---------------------------- | --------------------- | ------------------------------------------------ | --------- |
| 2016年度（平成28年度） | 222                               | 7,120                        | 32                    | 運転初年度                                       | [ JR 16 ] |
| 2017年度（平成29年度） | 341                               | 8,880                        | 26                    | アジア圏の利用客増加に伴い、乗車人員が前年度増加 | [ JR 16 ] |
| 2018年度（平成30年度） | 334                               | 10,017                       | 30                    |                                                  | [ JR 17 ] |
| 2019年度（令和元年度） | 252                               | 7,547                        | 30                    |                                                  | [ JR 18 ] |
| 2020年度（令和02年度） | 127                               | 3,308                        | 26                    |                                                  | [ JR 19 ] |